# ايمانويل سيجورا
ايمانويل سيجورا (بالإسبانية: Emmanuel Segura)‏ هو لاعب كرة قدم مكسيكي، ولد في 17 فبراير 1993. لعب مع تايجرز أونال.

## وصلات خارجية
- ايمانويل سيجورا على موقع قاعدة بيانات كرة القدم.إي يو (الإنجليزية)